# Església de Sant Francesc (Xàtiva)
L'església de Sant Francesc, també anomenada Antic Convent de Sant Francesc, està situada al carrer Montcada número 1 del municipi de Xàtiva, a la comarca de la Costera, País Valencià. Està catalogada com a Bé d'interès cultural, amb número d'anotació ministerial:RI - 51-0004493.

## Història

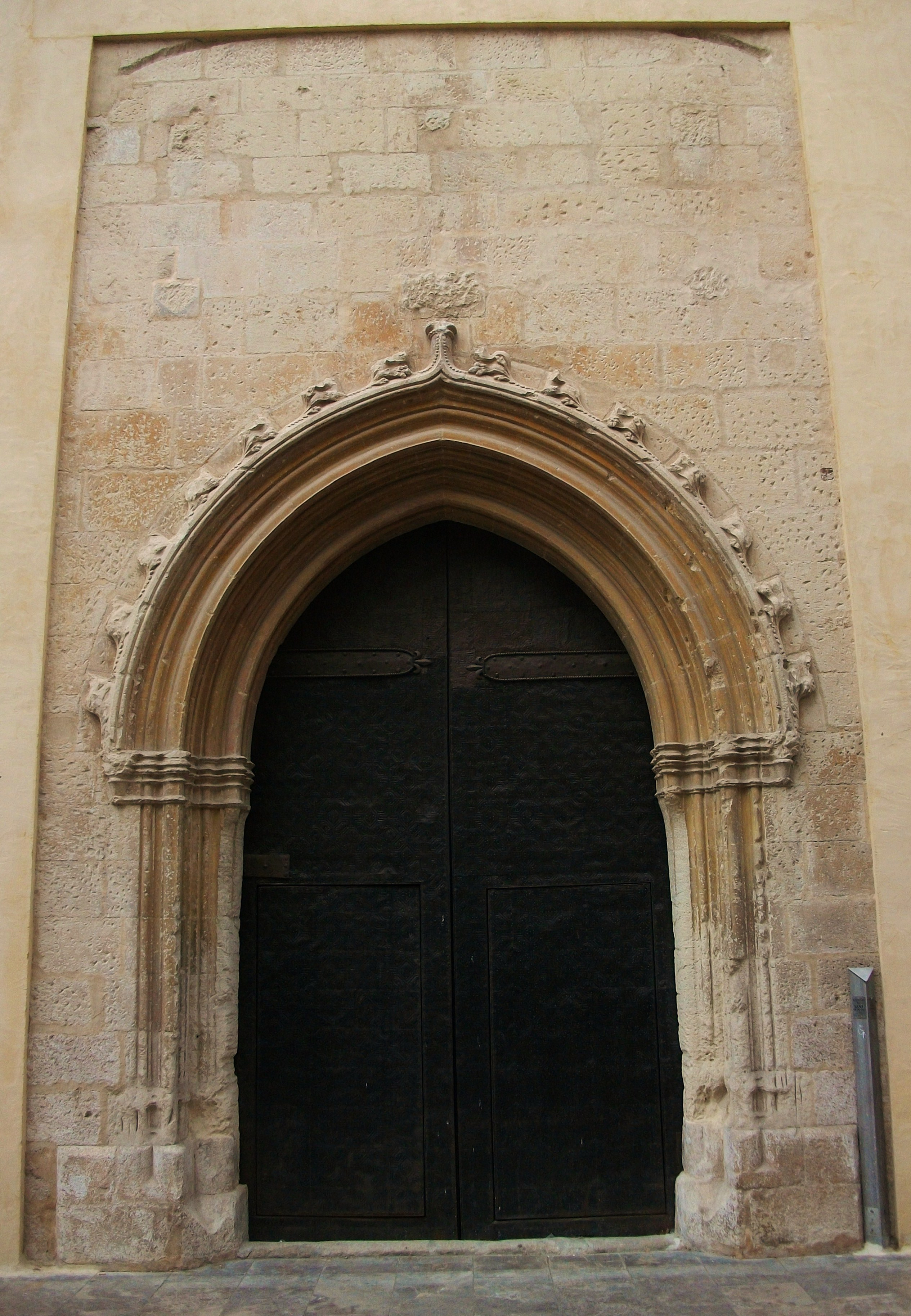
Portalada gòtica de l'església

Aquesta església es pot considerar l'únic vestigi arquitectònic del desaparegut convent de Sant Francesc, fundat per Jaume I, del qual formava part. La seua primera ubicació va ser fora de la muralla, però va ser destruïda durant la Guerra castellanoaragonesa de 1356-1369, anomenada Guerra dels Dos Peres (quan la ciutat va ser assetjada per Pere I de Castella, el Cruel), reconstruïts (convent i església) entre 1366 i 1377 en terrenys de la ciutat situats intramurs.
El conjunt conventual es va veure afectat per l'incendi de la ciutat a principis del segle xviii, a 1707 i a conseqüència d'això, posteriorment va ser reformat i ampliat. D'aquesta època és el revestiment, segons els gustos del moment, amb pilastres i voltes de canó amb llunetes.
La seua ubicació al carrer de Montcada, eminent zona noble de la ciutat, va fer que s'utilitzés com a panteó de part de la noblesa xativina. Allí van ser sepultats nombrosos personatges: el Comte d'Urgell, pretendent a la Corona d'Aragó al Compromís de Casp; ascendents i parents dels pontífexs de la casa de Borja, Alexandre VI i Calixt III, els Comtes de Toreno, els Bertran de Lis, i altres.
Amb la desamortització de 1835, va passar a ser del Ministeri de Guerra que el va adequar per a caserna de cavalleria. El 1936 va ser devastat, convertit en magatzem, i posteriorment en cinema.
Després d'uns anys d'abandonament va ser subhastat i, a 1960 enderrocat, conservant-se únicament l'església. L'any 1976 es va eliminar la volta barroca deixant l'estructura gòtica original.
A partir de 2006, es van realitzar una sèrie de restauracions, a mans de la Fundació Llum de les Imatges, amb motiu de l'exposició "Lux Mundi Xàtiva 2007". Va ser en aquest moment quan es va restaurar l'església per celebrar culte religiós en ella.

## Descripció
L'estructura de l'església, és la típica del primitiu gòtic català, en concret és d'estil gòtic cistercenc, amb una sola nau rectangular compartimentada mitjançant sis arcs perpanys aguts que deixen espai per a set capelles laterals entre els contraforts, amb volta de creueria. Al mur meridional es conserva una portada gòtica tardana amb arquivoltes ogivals amb cardines.

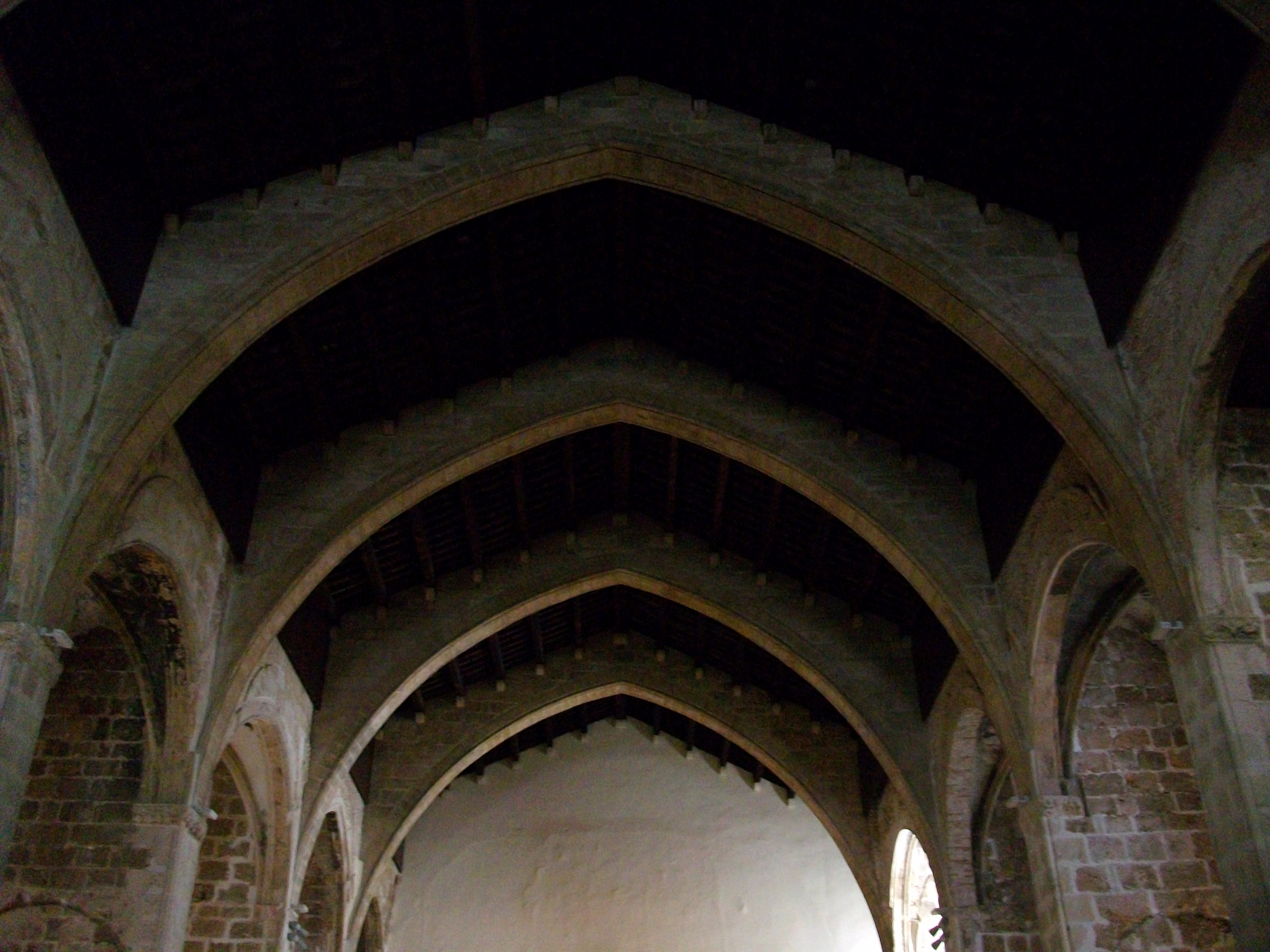
Arcs de diafragma del sostre de l'església.

A 1786, l'església va ser reformada per Francisco Vicente Cuenca, es va obrir un nou accés als peus de l'església, es va aixecar el cor elevat, i es va canviar la decoració, adossant pinacles flamígers a les capelles. Durant el segle xviii es va adaptar el temple a les formes barroques del moment, recobrint les parets interiors a l'estil clàssic i es va construir la volta de canó.
A la segona meitat dels anys setanta es va eliminar la decoració del xviii, deixant a la vista les traces del segle xiv. Amb la restauració de l'any 2006, es va recuperar les restes de policromia que es conservaven, es van dur a terme excavacions arqueològiques en els enterraments situats a les capelles laterals, així com la neteja, reposició i reparació de desperfectes en els contraforts i arcs de diafragma, la instal·lació d'una nova estructura en el cor i la col·locació d'una vidriera ornamental policromada. Es va procedir a la renovació dels sòls de la nau i les capelles i es va habilitar l'església per l'accés de persones amb mobilitat reduïda eliminant les barreres arquitectòniques.